# Kopyor

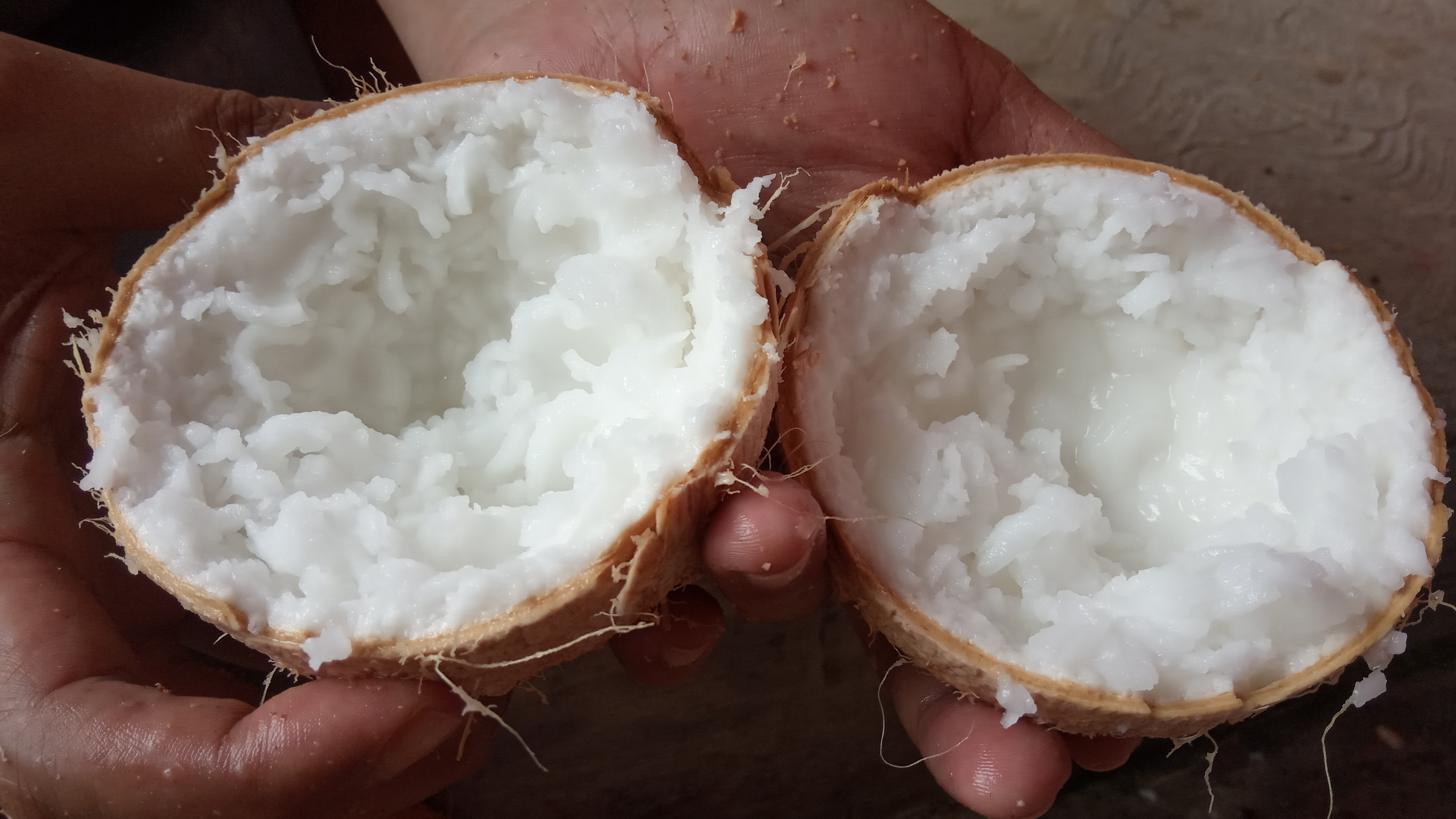
Una noce di cocco kopyor aperta

Il kopyor o macapuno è una cultivar di cocco presente in natura che ha uno sviluppo anormale dell'endosperma. Il risultato di questa anomalia è una polpa gelatinosa traslucida che riempie quasi per intero la cavità centrale dei semi di cocco e che rende tali frutti pressoché privi di acqua di cocco. Oggi i kopyor vengono prodotti in molti paesi produttori di cocco e vengono spesso usati come ingredienti nelle cucine del sud-est asiatico, dell'Asia meridionale e delle isole del Pacifico.

## Etimologia
Macapuno è il termine usato nelle Filippine per indicare il fenotipo della noce di cocco con endosperma in eccesso. La stessa parola deriva dal tagalog makapuno, ovvero quasi pieno, che è un chiaro riferimento al modo in cui la cavità interna dei semi di cocco si riempie di endosperma. Il macapuno è anche conosciuto come dong kathi in Cambogia, thairu tengai in India, kopyor in Indonesia e Malaysia, niu garuk in Papua Nuova Guinea, pia in Polinesia, dikiri pol nello Sri Lanka, maprao kathi (in thailandese กะทิ) in Thailandia e dừa sáp ("cera di cocco") in Vietnam.

## Storia

Barattoli di polpa di cocco kopyor

Il kopyor fu documentato nella letteratura scientifica per la prima volta nel 1931 da Edwin Copeland, botanico statunitense che lavorava per il Dipartimento di Agricoltura filippino (allora territorio degli Stati Uniti d'America). Gli esemplari presi in esame da Copeland erano selvatici e provenivano dalla provincia di Laguna (Filippine) e da Giava (Indonesia).
Nonostante fosse considerato una prelibatezza tradizionale, il kopyor era inizialmente un prodotto raro e pregiato in quanto i semi della cultivar non risultano vitali. Se gli embrioni dei semi di kopyor sono normali, l'endosperma anormale circostante non può sostenere la loro germinazione, rendendo così sterili i semi di queste noci di cocco. La propagazione tradizionale del kopyor comportava il prelievo dei semi vitali (normali) dagli stessi racemi dei semi di kopyor e la loro semina. Nonostante le quantità prodotte di noci kopyor potessero essere aumentate piantando i palmi portatori di kopyor vicini o in luoghi isolati, le probabilità che il fenotipo si ripresentasse nei frutti della discendenza erano molto basse e variavano dal 2 al 21%.
La propagazione di massa di piantine di kopyor divenne possibile solo attraverso lo sviluppo di una speciale tecnologia di coltura in vitro ideata dalla fisiologa vegetale filippina Emerita V. De Guzman dell'Università delle Filippine durante gli anni 1960. Tale processo consisteva nell'estrarre l'embrione all'interno dei semi di kopyor che venivano coltivati sotto vetro. Grazie a tale espediente, la scienziata riuscì ad aumentare sensibilmente la possibilità (dal 75 al 100%) di far nascere altre noci di cocco kopyor in una palma. Questo procedimento fu ulteriormente migliorato negli anni novanta dal Centro di ricerca di Albay della Philippine Coconut Authority (PCA-ARC) guidato dal biotecnologo filippino Erlinda P. Rillo.
Inoltre, il PCA-ARC, la University of the Philippines Los Baños (UPLB), il Central Plantation Crops Research Institute (CPCRI) indiano e l'Institut de recherche pour le développement (IRD) francese migliorarono quattro protocolli della tecnologia della coltura dell'embrione di cocco che furono testati da quattordici laboratori in undici paesi (Cina, India, Indonesia, Filippine, Papua Nuova Guinea, Sri Lanka, Vietnam, Brasile, Francia, Messico e Tanzania) in occasione del Coconut Embryo Culture Project del 1997. Questi protocolli furono successivamente combinati nel protocollo di coltura degli embrioni perfezionato da Areza-Ubaldo e altri scienziati dell'APC (2003) che oggi viene usato da tutti i paesi produttori di cocco per far nascere piantine di kopyor in serie.

## Caratteristiche
Le noci di cocco kopyor hanno una percentuale di saccarosio superiore (92% dello zucchero totale) e contengono più amminoacidi totali rispetto alle noci di cocco giovani maturate. Anche il contenuto lipidico della polpa è inferiore rispetto alla polpa di cocco matura. Oltre al maggior contenuto di acido citrico e malico, tutte queste proprietà possono contribuire al gusto della polpa di kopyor. È impossibile distinguere i semi di kopyor da quelli normali dall'aspetto esterno dei frutti. L'unico modo per accertare se un seme ha il fenotipo kopyor è quello di aprirlo.

## Spiegazione del fenomeno
La polpa di cocco normale è costituita principalmente da galattomannani, che rappresentano una fonte di energia. Nel processo di sviluppo, questo substrato viene degradato in due sottocomponenti: il galattosio e il mannosio. Nel kopyor, l'enzima che degrada questo substrato, conosciuto come α-galattosidasi, non è attivo. Pertanto, l'endosperma non riesce a nutrire l'embrione causandone il collasso. Oltre a questo enzima, si sospetta anche che vi siano un paio di altri enzimi coinvolti nello sviluppo di questo tratto: il saccarosio sintasi e gli acidi grassi insaturi. Si ritiene che il fenotipo kopyor sia controllato da un gene recessivo (m) espresso come una condizione omozigote nelle palme selvatiche che hanno frutti kopyor. Ciò spiegherebbe perché le palme contenenti tali frutti anomali presenti in natura portano al contempo semi normali e di kopyor dato che le palme contenenti solo frutti kopyor risultano impossibili da trovare in natura. L'ipotesi è rafforzata da alcuni esperimenti scientifici secondo i quali gli embrioni di kopyor (che non potrebbero sopravvivere senza essere sottoposti a una coltura sotto vetro) autoimpollinati o impollinati in modo incrociato producono palme di kopyor pure con rese di semi di kopyor al 100%. La presenza del gene dominante m produrrebbe normali noci di cocco. Anche l'effetto Xenia sembra contribuire a sviluppare i fenotipi del kopyor. I kopyor sono classificati in tre tipi (I, II e III) e vengono categorizzati a seconda di quanto l'endosperma molle riempia i semi. Il kopyor si presenta sporadicamente allo stato brado a tassi molto bassi dello 0,15% in tutta la gamma nativa di noci di cocco del Pacifico.
|               | Nucleo dell'ovulo (n)     | Nucleo dell'ovulo (n)           | Nucleo polare (2n)     | Nucleo polare (2n)     |
| Pronucleo (n) | M                         | m                               | MM                     | mm                     |
| M             | MM Sviluppo dell'embrione | Mm Sviluppo dell'embrione       | MMM Endosperma normale | Mmm Endosperma normale |
| m             | Mm Sviluppo dell'embrione | mm Embrione che non si sviluppa | MMm Endosperma normale | mmm Endosperma kopyor  |

## Usi culinari
Il kopyor, che prende il nome di macapuno nelle Filippine, è un ingrediente comune nella cucina del luogo, che si caratterizza per i numerosi alimenti a base di cocco. Può essere consumato da solo o utilizzato come ingrediente nei dolci tradizionali come l'halo-halo, le pastillas e la torta al pandano, o cotto affinché diventi uno sciroppo conosciuto come minatami. È anche usato in alimenti trasformati, tra cui gelati, pasticcini, torte, caramelle e bevande. Una combinazione tradizionale nella cucina filippina è l'ube macapuno, che unisce l'ube halaya (purea di ignami viola) al macapuno.
Nella cucina indonesiana, la noce di cocco kopyor viene considerata una prelibatezza. L'es kelapa kopyor è una bevanda da dessert che viene solitamente prodotta con questa noce di cocco.
In Vietnam, il kopyor è una prelibatezza costosa e viene coltivato nelle province di Trà Vinh e Ben Tre. La sua polpa viene mescolata con latte e ghiaccio tritato per fare un frullato e servita con arachidi tostate tritate.

## Galleria d'immagini

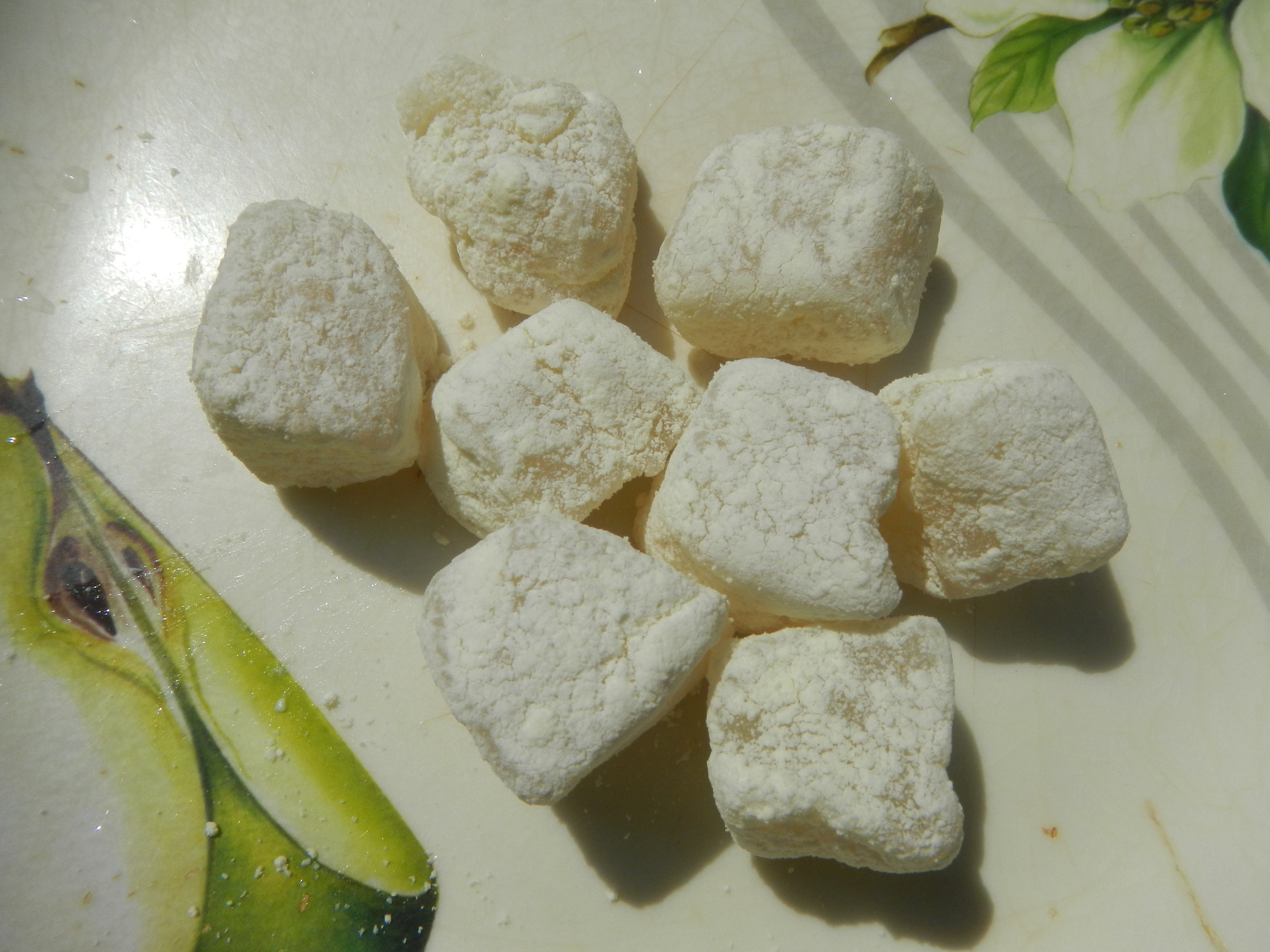
Pastillas di macapuno
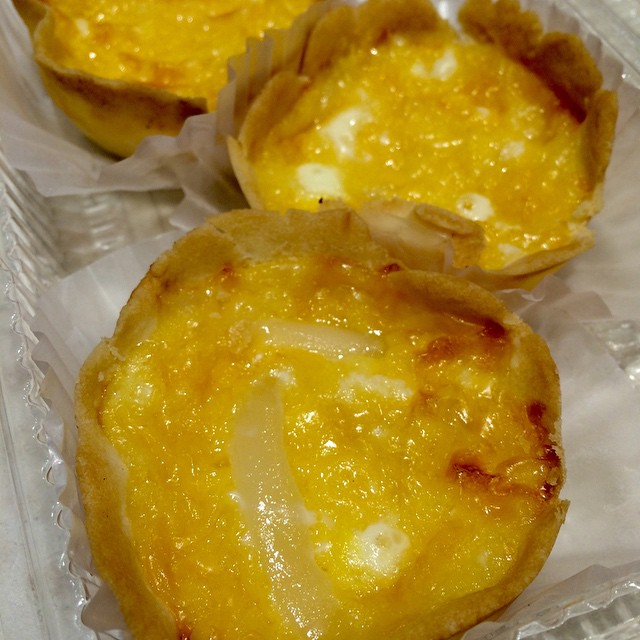
Crostata di kopyor
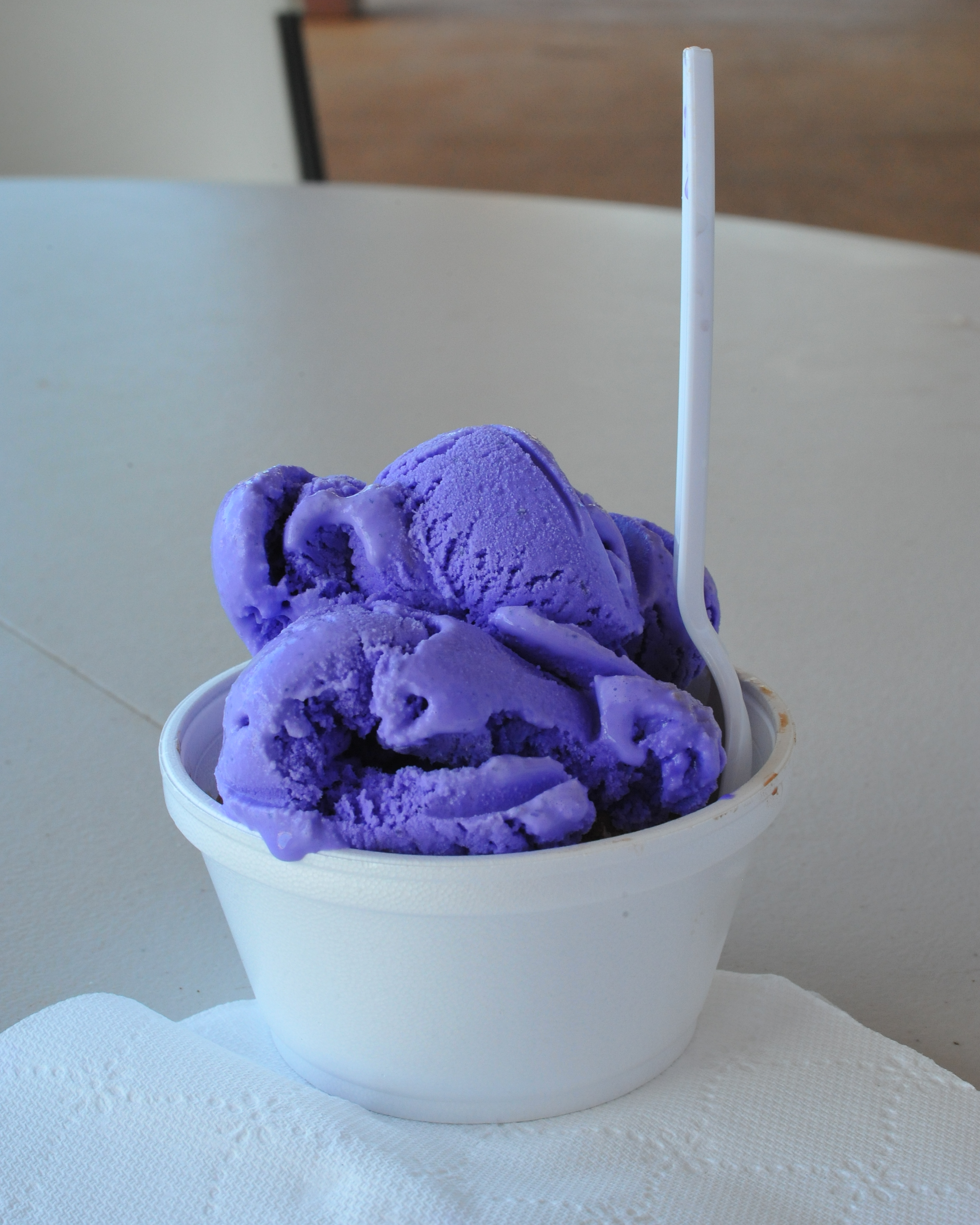
Ube macapuno
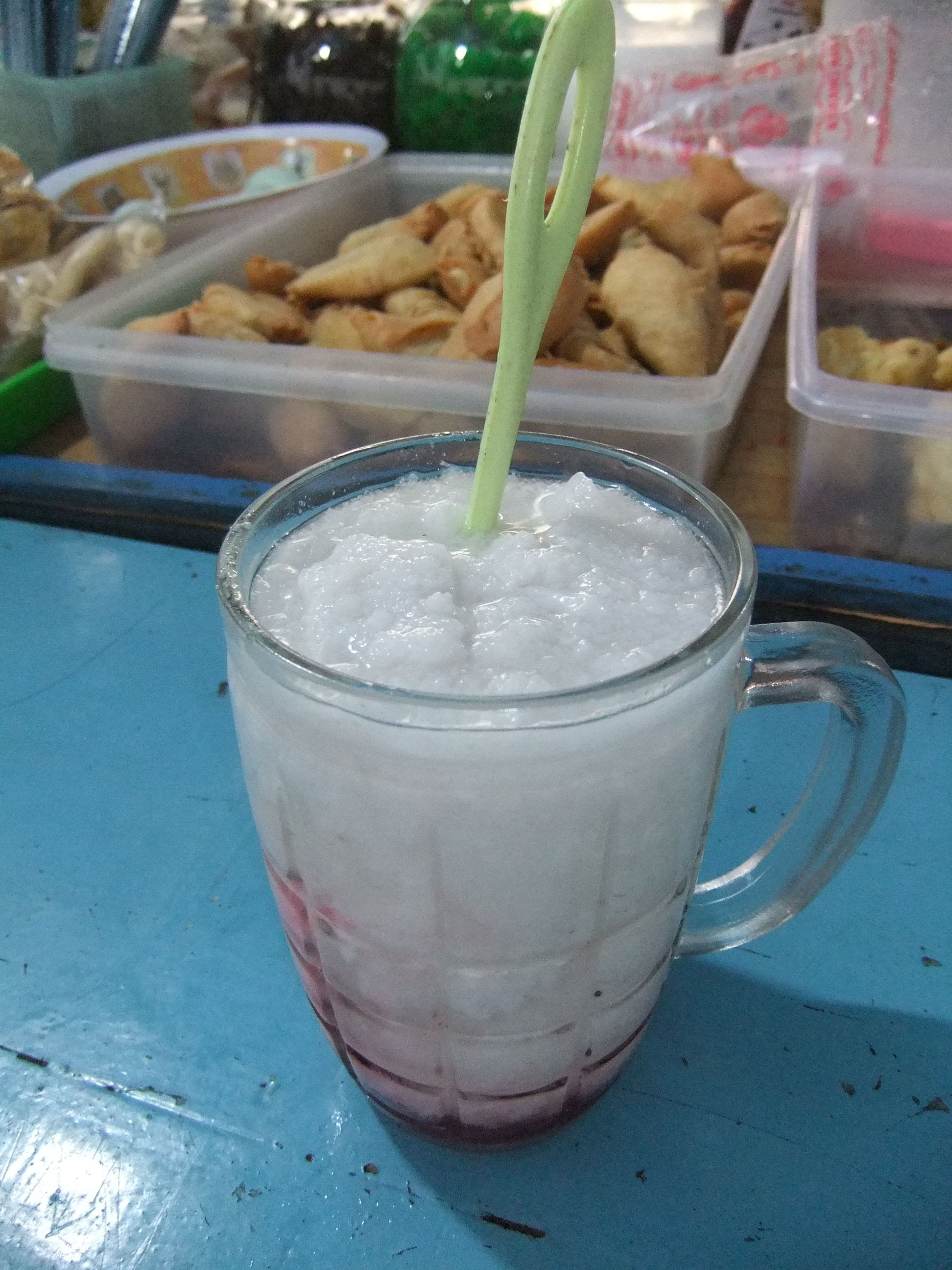
Es kelapa kopyor
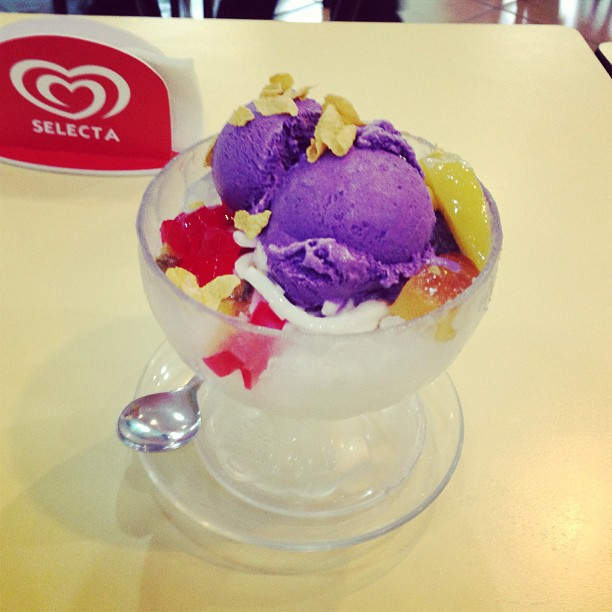
Halo-halo con macapuno